# Bulldog Courage
Bulldog Courage er en amerikansk stumfilm fra 1922 af Edward A. Kull.

## Medvirkende
- George Larkin som Jimmy Brent
- Bessie Love som Gloria Phillips
- Albert MacQuarrie som John Morton
- Karl Silvera som Smokey Evans
- Frank Whitman som Bob Phillips
- Bill Patton som Webber
- Barbara Tennant som Mary Allen